# Greg Allen (cầu thủ bóng đá)
Gregory Frank Allen (sinh ngày 18 tháng 10 năm 1967) là một cựu cầu thủ bóng đá người Anh thi đấu ở vị trí tiền vệ ở Football League cho Arsenal và Cambridge United, ở non-League football cho Dagenham, Billericay Town và Dagenham & Redbridge.